# Петербургская конвенция (1801)
Петербу́ргская конве́нция 1801 года — морская конвенция между Россией и Великобританией, подписанная 5 (17) июня 1801 года в Санкт-Петербурге с российской стороны графом Н. П. Паниным и с британской — лордом Эленсом. Конвенция урегулировала российско-британский конфликт 1800 года, вызванный разрывом Павлом I союза и дипломатических отношений с Великобританией, а также последующей инициацией Россией создания Второго вооруженного нейтралитета при участии Дании, Швеции и Пруссии и восстанавливала дипломатические отношения между двумя странами.

## История
К 1800 году Россия, управляемая Павлом I вышла из Второй антифранцузской коалиции из-за противоречий со своими союзниками. Неудача совместного с Великобританией вторжения в Нидерланды положила начало разрыву, а оккупация англичанами Мальты разгневала Павла I, который в то время владел титулом Великого магистра Мальтийского ордена. Он спешно разорвал союз с Британией и вошёл в альянс с Наполеоном. Следующим его шагом была конфискация британских судов и имущества в русских портах. Помимо этого он создал лигу вооруженного нейтралитета, основывавшегося на принципе свободы морской торговли и направленного, главным образом, против Великобритании, фактически контролировавшей морскую торговлю нейтральных стран, подвергая досмотру и конфискации их суда.
После убийства Павла I на престол вошел Александр I, который начал восстанавливать отношения между Россией и Великобританией. В ходе начавшихся переговоров русское правительство продолжало настаивать на сохранении принципов вооружённого морского нейтралитета. Великобритания, с целью давления на Россию отправила в Балтийское море эскадру, которая подвергла бомбардировке Копенгаген. После заключения конвенции, Британская эскадра особой секретной статьёй выводилась из Балтийского моря.

## Условия конвенции
Согласно конвенции Великобритания признала право свободной торговли нейтральных держав, однако при условии беспрепятственного досмотра их торговых судов. Конвенция также должна была ограничить произвол в вопросе объявления морской блокады, но во время переговоров английский посол исказил текст соответствующей статьи: основанием для блокады стало наличие судов воюющей державы в порту или недалеко от него, что давало широкий простор для нарушения принципа ограничения блокады. По предложению России Дания и Швеция также присоединились к конвенции, после чего лига вооружённого нейтралитета окончательно распалась.
8 октября 1801 года в Москве были подписаны дополнительные статьи петербургской конвенции, по которым купцы, потерпевшие убытки от неправильной конфискации, получали право на вознаграждение.